# Вдали
«Вдали» (англ. Away) — американский научно-фантастический и драматический телесериал. В главной роли — Хилари Суэнк. Премьера состоялась 4 сентября 2020 года. В октябре 2020 года Netflix объявил о закрытии сериала после первого сезона.

## Сюжет
В центре повествования — Эмма Грин, американская женщина-астронавт, которая принимает тяжёлое решение оставить своего мужа и дочь, чтобы возглавить международную команду для трёхлетней миссии полёта на Марс .

## Актёрский состав

### Основной состав
- Хилари Суэнк — Эмма Грин, командир корабля, жена Мэтта, мать Алексис.
- Джош Чарльз — Мэтт Логан, сотрудник NASA, муж Эммы, отец Алексис.
- Вивьен Ву — Лу Ванг, член экипажа, химик, мать Чжан Лэя. Влюблена в Мэй.
- Марк Иванир — Михаил «Миша» Попов, член экипажа, механик, отец Наташи. Во время полёта теряет зрение.
- Ато Эссандо — Куэси Вайсберг-Аббан, член экипажа, биолог. Верует в Бога.
- Рэй Пантаки[англ.] — Рэм Арья, член экипажа, медик. Влюблён в Эмму.
- Талита Бейтман — Алексис «Лекс» Логан, дочь-подросток Эммы и Мэтта, девушка Айзека.

### Второстепенный состав
- Моника Карнен — Мелисса Рамирес, подруга Эммы и Мэтта, мать Кэсси. Испытывает чувства к Мэтту.
- Фелиция Патти — Кассиопея «Кэсси» Рамирес, дочь Мелиссы. Страдает от Синдрома Дауна.
- Майкл Патрик Торнтон — доктор Патни, психолог, инвалид, сотрудник NASA.
- Мартин Камминс — Джек Вилмор, сотрудник NASA.
- Роуз Габриэль — Дарлин Кол, член руководства NASA.
- Брайан Маркинсон — Джордж Лэйн, член руководства NASA.
- Фиона Фу — Ли Цзюнь, представитель правительства Китая.
- Надя Хатта — Мэй Чен, сотрудница NASA. Влюблена в Лу.
- Алессандро Юлиани — доктор Лоуренс Мадиган, лечащий врач Мэтта.
- Вина Суд — Мира Патель, представитель правительства Индии.
- Энтони Ф. Инграм — Тед Солтер.
- Адам Иригойен — Айзек Родригес, парень Алексис.
- Дайана Банг — Фредди, сотрудница NASA.
- Джон Мерфи — Райан Мастерс.
- Деррик Су — Чжан Лэй, сын Лу.
- Олена Медвид — Наталья «Наташа» Попова, дочь Миши.

## Эпизоды
| №  | Название             | Режиссёр   | Автор сценария   | Дата премьеры   |
| -- | -------------------- | ---------- | ---------------- | --------------- |
| 1  | «Go»                 | Эд Цвик    | Эндрю Хинерейкер | 4 сентября 2020 |
| 2  | «Negative Return»    | Неизвестно | Неизвестно       | 4 сентября 2020 |
| 3  | «Half the Sky»       | Неизвестно | Неизвестно       | 4 сентября 2020 |
| 4  | «Excellent Chariots» | Неизвестно | Неизвестно       | 4 сентября 2020 |
| 5  | «Space Dogs»         | Неизвестно | Неизвестно       | 4 сентября 2020 |
| 6  | «A Little Faith»     | Неизвестно | Неизвестно       | 4 сентября 2020 |
| 7  | «Goodnight Mars»     | Неизвестно | Неизвестно       | 4 сентября 2020 |
| 8  | «Vital Signs»        | Неизвестно | Неизвестно       | 4 сентября 2020 |
| 9  | «Spektr»             | Неизвестно | Неизвестно       | 4 сентября 2020 |
| 10 | «Home»               | Неизвестно | Неизвестно       | 4 сентября 2020 |

## Производство

### Разработка
10 июня 2018 года компания Netflix заказала производство первого сезона сериала, который должен состоять из десяти эпизодов. Автором сценария стал Эндрю Хинерейкер. Исполнительными продюсерами стали Джейсон Катимс, Мэтт Ривз и Адам Кассан. В октябре 2018 года Эд Цвик стал ещё одним исполнительным продюсером сериала, также он станет режиссёром первого эпизода.
7 июля 2020 года было объявлено, что премьера сериала состоится 4 сентября 2020 года.

### Подбор актёров
8 мая 2019 года на главную роль сериала была утверждена Хилари Суэнк. 17 июля 2019 года к съёмочной группе присоединился Джош Чарльз. 8 августа 2019 года к актёрскому составу присоединились Талита Бейтман, Ато Эссандо, Марк Иванир, Рэй Пантаки и Вивьен Ву.

### Съёмки
Съёмочный период первого сезона прошёл с 26 августа 2019 по 5 февраля 2020 года; съёмки прошли в Норт-Ванкувере, Канада.